# Michael Kalb
Michael Kalb (* 16. Oktober 1989) ist ein deutscher Filmproduzent, Regisseur und Moderator.

## Leben
Kalb wuchs in der bayerisch-schwäbischen Marktgemeinde Dinkelscherben auf. Bereits als Schüler im Justus-von-Liebig-Gymnasium Neusäß drehte er die ersten Kurzfilme mit Freunden und entdeckte dabei seine Leidenschaft für das Filmemachen. Sein erstes Studium schloss Kalb 2011 an der Universität Augsburg im Fach Wirtschaftsinformatik ab. Im Anschluss studierte er von 2011 bis 2017 an der Hochschule für Fernsehen und Film (HFF) in München mit dem Schwerpunkt Produktion und Medienwirtschaft. Seither ist er als freier Regisseur und vor allem als Filmproduzent tätig.

## Berufliches Wirken

### Ausbildung
Bereits vor der Aufnahme seines Studiums an der Hochschule für Fernsehen und Film in München machte Kalb mit einigen seiner Kurzfilme auf sich aufmerksam, vor allem mit selbst organisierten Filmvorführungen und durch die Teilnahme an lokalen Filmfestivals, wie dem JuFinale. Sein Amateurspielfilm Der letzte Streich lief zeitweise in unabhängigen Kinos in Schwaben. 2012 gewann Michael Kalb mit dem Kurzfilm Zivilcourage den Bayerischen Jugendfilmpreis. Schon zu Jugendjahren und bis heute arbeitete er außerdem als freier Journalist für diverse Lokalzeitungen wie die Augsburger Allgemeine und die StadtZeitung Augsburg.
Bis zu seinem Abschluss an der Hochschule für Fernsehen und Film begleitete Kalb einige Übungsfilme seiner Kommilitonen als Produktionsleiter und Producer. 2013 erhielt Kalb das Hollywood-Stipendium des Mediencampus Bayern sowie ein Jahresstipendium der Verwertungsgesellschaft der Film- und Fernsehproduzenten mbH (VFF) und der Gesellschaft zur Wahrnehmung von Film- und Fernsehrechten mbH (GWFF). Im Rahmen des Hochschulprojektes Close Up: Brasilien entstanden 2014 unter seiner Produktionsleitung sechs kurze Fernsehreportagen, die auf ARD-alpha ausgestrahlt wurden. Der experimentelle Abschlussfilm Diorama, den Kalb produzierte, war 2015 für den Förderpreis für Filmkunst im Rahmen des Preises der Nationalgalerie nominiert. Nach je einem Auslandssemester an der San Diego State University (SDSU) und am Wagner College in New York wirkte Kalb an der Überarbeitung der Neuauflage des in den USA erschienenen Buches The Business of Film: A Practical Introduction mit und trug mit einer Fallstudie über die Unterschiede zwischen Urheberrecht und Copyright zum Buch bei.

### Nach dem Studium
Seit seinem Abschluss an der Hochschule für Fernsehen und Film München im Jahr 2017 arbeitet Michael Kalb an selbiger Institution als Herstellungskoordinator sowie als freier Filmproduzent, Regisseur und Moderator. Weitere berufliche Stationen waren als Content Producer bei ARRI Media sowie als Herstellungskoordinator bei der Dreamtool Entertainment GmbH innerhalb der Beta Film Gruppe. Als Moderator und Redakteur stand Kalb beim Lokalsender a.tv HD und im Rahmen der LEW-Kampagne Lech-Reporter vor und hinter der Kamera.
Die von Kalb produzierte Kurzdokumentation Saudade, der HFF-Abschlussfilm der afro-brasilianischen Regisseurin Denize Galiao, gewann 2019 auf dem International Documentary Film Festival Amsterdam (IDFA) den Preis für die beste Studentenproduktion und lief auf zahlreichen weiteren internationalen Filmfestivals.

### Archivprojekt "Die letzten Zeitzeugen"
Mit dem gemeinsamen Archiv- und Dokumentarfilmprojekt Die letzten Zeitzeugen gewann Regisseur und Produzent Michael Kalb sowie der Volkskundler Christoph Lang und Dokumentarfilmer Timian Hopf den Augsburger Medienpreis 2020 in der Kategorie Haltung. Der Dokumentarfilm entstand in Zusammenarbeit mit dem Bayerischen Rundfunk und wurde am 28. Oktober 2020 zum ersten Mal ausgestrahlt. Weiterhin entstand aus den über 53 Stunden Interviewmaterial des Projektes ein Buch mit dem Titel Die letzten Zeitzeugen im Augsburger Land.
Geschaffen haben die beiden ein digitales Gedächtnis für die Region Augsburg. Sie erinnern an die zerstörerischen Folgen von Nationalismus und Hass – ein Warnzeichen für die heutigen Generationen. Sie lassen ihre Zeitzeugen aber auch die kleinen, menschlichen Geschichten aus dieser dunklen Zeit erzählen. Michael Kalb zeigt mit diesem Augsburger Projekt in beeindruckender Weise Mut und Haltung. Und er führt uns zu einer Perspektive, die auch den Letzten verstehen lässt: Nie wieder! – Laudator Jürgen Marks bei der Preisverleihung des Augsburger Medienpreises 2020

### Ausgewählte Produktionen
Im Laufe seiner Karriere realisierte Kalb zahlreiche Spiel- und Dokumentarfilme, die international Beachtung fanden. 2024 produzierte er Narges Kalhors Debütfilm SHAHID in Koproduktion mit dem ZDF / Das kleine Fernsehspiel. Der Film feierte seine Weltpremiere im Berlinale Forum und wurde dort mit dem Caligari-Filmpreis sowie dem CICAE Arthouse Cinema Award ausgezeichnet. Zudem erhielt er das Prädikat „besonders wertvoll“ und wurde mit dem Hessischen Filmpreis als bester Spielfilm 2024 prämiert. SHAHID lief im Anschluss auf dutzenden internationalen Festivals und war für den Grimme-Preis 2025 nominiert.
Weitere nennenswerte Produktionen aus 2024 sind der Dokumentarfilm Elevated Art von Timian Hopf (u. a. Internationale Hofer Filmtage 2024 und Mountainfilm Graz), Heute ist das Gestern von Morgen von Jonas Neumann (u. a. DOK.fest München und Lizenzierung durch History Channel Deutschland).
2025 folgte mit Critical Condition von Mila Zhluktenko ein Kurzfilm, der in Koproduktion mit dem Bayerischen Rundfunk und arte entstand. Der Film  feierte seine Weltpremiere auf der Semaine de la Critique im Rahmen der Internationalen Filmfestspiele von Cannes.
Im gleichen Jahr produzierte Kalb den Dokumentarfilm Spaltung, der sich mit dem gesellschaftlichen und politischen Diskurs rund um die Atomenergie in Deutschland und Polen beschäftigt. Die Produktion entstand als Abschlussfilm von João Pedro Prado und Anton Yaremchuk in Zusammenarbeit mit der Filmuniversität Babelsberg Konrad Wolf sowie erneut dem ZDF / Das kleine Fernsehspiel. Die Weltpremiere erfolgte im März 2025 beim renommierten Dokumentarfilmfestival CPH:DOX in Kopenhagen.

### Labs und Produzentenprogramme
Michael Kalb ist Alumni der ZFF Academy 2024, des Berlinale Co-Production Market 2025, des Producers Network 2025  und des Emerging Producer Programms des Internationalen Dokumentarfilmfestivals Jihlava. In den vorangegangenen Jahren nahm er mehrmals beim East-West-Talent Lab des goEast Festivals teil.

## Filmografie

### Filmografie als Regisseur (Auswahl)
(Quelle: )
- 2022: Schäfflerfieber (Dokumentarfilm)
- 2020: Die letzten Zeitzeugen (Dokumentarfilm)
- 2018: Die traurige Ballade von Robert dem roten Presssack (Musikvideo)
- 2013: Resi (Kurzdokumentation)
- 2011: Zivilcourage (Kurzfilm)
- 2010: Der letzte Streich (Amateur-Spielfilm)
- 2010: Die Internetfalle (Kurzfilm/Werbefilm)
- 2009: Auf der Suche nach der vergessenen Stadt (Kurzfilm)
- 2008: Lebenstraum Erde (experimenteller Kurzfilm)
- 2006: unSichtbar (Kurzfilm)
- 2006: Ein Wunderkind (Kurzdokumentation)
- 2006: Richter Michael Richter (Kurzfilm)
- 2005: Brand New Cadillac (Kurzfilm)

### Filmografie als Produzent (Auswahl)
(Quelle: )
- 2025: Critical Condition (Kurzfilm)
- 2025: Spaltung (Dokumentarfilm)
- 2024: Elevated Art (Dokumentarfilm)
- 2024: Shahid (Spielfilm)
- 2024: Wie im Himmel so auf Erden (Dokumentarfilm)
- 2024: Heute ist das Gestern von Morgen (Dokumentarfilm)
- 2022: Solastalgia (Hybrider Spielfilm)
- 2022: Schäfflerfieber (Dokumentarfilm)
- 2020: Die letzten Zeitzeugen (Dokumentarfilm)
- 2019: Erbarme dich unser (mittellanger Spielfilm)
- 2019: Saudade (Kurzdokumentation)
- 2015: Diorama (experimenteller Kurzfilm)

## Auszeichnungen

### Auszeichnungen (Werke als Regisseur)
- 2020: Augsburger Medienpreis in der Kategorie „Haltung“ für Die letzten Zeitzeugen[11]
- 2012: Sonderpreis des Bayerischen Rundfunks zum Thema „Heimat“ im Rahmen des Bayerischen JuFinales für Zivilcourage[25]
- 2011: Hauptpreis beim Schwäbischen und Bayerischen Kinder- und Jugendfilmfestival (JuFinale) für Zivilcourage[26]
- 2009: Hauptpreis beim Schwäbischen Kinder- und Jugendfilmfestival (JuFinale) für Auf der Suche nach der vergessenen Stadt[27]
- 2009: Sonderpreis zum Thema “Alles Öko?!” beim Schwäbischen Kinder- und Jugendfilmfestival (JuFinale) für Lebenstraum Erde[27]
- 2007: Haupt- und Publikumspreis beim Oberstdorfer Filmgipfel für Richter Michael Richter
- 2007: Publikumspreis beim Schwäbischen Kinder- und Jugendfilmfestival (JuFinale) für Richter Michael Richter[28]
- 2007: Hauptpreis beim Schwäbischen Kinder- und Jugendfilmfestival (JuFinale) für unSichtbar[28]
- 2006: Jugendkulturpreis Augsburg-Land für ein Wunderkind[29]

### Auszeichnungen (Werke als Produzent)
- 2024: Hessischer Filmpreis "Bester Spielfilm" für Shahid
- 2024: Internationale Filmfestspiele Berlin: CICAE Arthouse Cinema Award für Shahid
- 2024: Internationale Filmfestspiele Berlin: Caligari Filmpreis für Shahid
- 2020: Augsburger Medienpreis in der Kategorie „Haltung“ für Die letzten Zeitzeugen[11]
- 2020: Full Frame President’s Award für Saudade[30]
- 2019: IDFA Competition for Student Documentary für Saudade[9]